# Heirok
Heirok è una suddivisione dell'India, classificata come nagar panchayat, di 2.445 abitanti, situata nel distretto di Thoubal, nello stato federato del Manipur. In base al numero di abitanti la città rientra nella classe VI (meno di 5.000 persone).

## Geografia fisica
La città è situata a 24° 32' 59 N e 94° 02' 51 E.

## Società

### Evoluzione demografica
Al censimento del 2001 la popolazione di Heirok assommava a 2.445 persone, delle quali 1.206 maschi e 1.239 femmine. I bambini di età inferiore o uguale ai sei anni assommavano a 364, dei quali 185 maschi e 179 femmine. Infine, coloro che erano in grado di saper almeno leggere e scrivere erano 1.378, dei quali 818 maschi e 560 femmine.